# Cagnac-les-Mines
Cagnac-les-Mines è un comune francese di 2 304 abitanti situato nel dipartimento del Tarn nella regione dell'Occitania.

## Società

### Evoluzione demografica
Abitanti censiti